# Alcis pallens
Alcis pallens là một loài bướm đêm trong họ Geometridae.